# Epicypta siusisi
Epicypta siusisi är en tvåvingeart som beskrevs av Lane 1954. Epicypta siusisi ingår i släktet Epicypta och familjen svampmyggor. Inga underarter finns listade i Catalogue of Life.